# República Renana
La  República Renana fue un estado no reconocido separatista de corta duración que existió en la República de Weimar entre el 21 de octubre de 1923 y el 26 de noviembre de 1924. Fue autoproclamado durante la Ocupación del Ruhr, cuando tropas francesas y belgas tomaron la región del Ruhr para adueñarse del mayor centro de producción de carbón, hierro y acero de Alemania.
Las tres ciudades más importantes de la república fueron Aquisgrán, Coblenza y Essen.

## Historia
Después de la Primera Guerra Mundial, los franceses ocuparon la región del Ruhr, y finalmente la República Renana fue oficialmente proclamada el 21 de octubre de 1923 con la ayuda y apoyo de los franceses. Durante la hiperinflación de 1923, el entonces alcalde de Colonia, Konrad Adenauer y el arzobispo Josef Schulte decidieron acuñar una moneda propia para el Estado, que estaba liderado por Josef Friedrich Matthes. La república desapareció cuando el alemán Adam Dorten tomó el poder de varias ciudades del Estado durante el proceso de la ocupación del Ruhr.